# Malc de Judea
Malc (en llatí Malchus en grec Μάλχος) va ser un dels líders jueus quan Gai Cassi Longí era governador de Síria l'any 43 aC.
Cassi li va donar un càrrec pel qual quedava encarregat de recollir el tribut de Judea, però no ho va aconseguir, i Cassi Longí el va condemnar a mort. Es va salvar per la intercessió d'Hircà II i Antípater l'idumeu. Però tot i això, Malc va conspirar contra la vida d'Antípater i va aconseguir d'enverinar-lo. Herodes, fill d'Antípater, va esperar un temps per la seva venjança però no va tardar a aprofitar una ocasió per fer-lo matar.